# محطة سكة حديد آزوف
محطة سكة حديد آزوف (الأوكرانية: Азовсталь) كانت محطة سكة حديد في ماريوبول بأوكرانيا. سميت على اسم مصنع آزوف ستال. في الوقت الحاضر، يقع الطريق السريع M14 فوق المكان الذي كانت فيه المحطة سابقًا.